# Кіюданг
Кіюданг — один з 8 мукімів (районів) округи (даера) Тутонг, у центрі Брунею.
До його складу входять 9 кампонгів:
- Кампонг Bakiau
- Кампонг Batang Mitus
- Кампонг Birau
- Кампонг Kebia
- Кампонг Kiudang
- Кампонг Luangan Timbaran
- Кампонг Mungkom
- Кампонг Pad Nunok
- Кампонг Pengkalan Mau

| Бруней | Це незавершена стаття з географії Брунею. Ви можете допомогти проєкту, виправивши або дописавши її. |